# PRIDE Bushido 7
PRIDE Bushido 7 fue un evento de artes marciales mixtas producido por PRIDE Fighting Championships, celebrado el 22 de mayo de 2005 en el Differ Ariake de Tokio.